# 皮茨堡 (伊利諾伊州)
皮茨堡（英語：Pittsburg）是一個位於美國伊利諾伊州威廉森縣的城市。

## 地理
皮茨堡的座標為37°46′40″N 88°51′01″W / 37.77778°N 88.85028°W，而該地的平均海拔高度為142米（即466英尺）。

## 人口
根據2010年美國人口普查的數據，皮茨堡的面積為5.45平方千米，當中陸地面積為5.37平方千米，而水域面積為0.08平方千米。當地共有人口572人，而人口密度為每平方千米104.95人。